# Greg Hunt
Greg Hunt, właśc. Gregory Andrew Hunt (ur. 18 listopada 1965 w Melbourne) – australijski polityk i były członek Liberalnej Partii Australii. Poseł do Izby Reprezentantów od 2001 do 2022. Minister zdrowia od stycznia 2017 do maja 2022. Pełnił także funkcję ministra środowiska (2013-2016), ministra przemysłu, innowacji i nauki (2016-2017) oraz ministra sportu (2017).

## Życiorys

### Kariera zawodowa
Jest absolwentem prawniczych studiów licencjackich na Uniwersytecie w Melbourne oraz studiów magisterskich w zakresie stosunków międzynarodowych na Uniwersytecie Yale, gdzie trafił jako stypendysta Fundacji Fulbrighta. W 1994 został doradcą Alexandra Downera i pozostał nim do 1998, towarzysząc temu politykowi zarówno na stanowisku lidera opozycji, jak i ministra spraw zagranicznych. W 1998 stał na czele grupy australijskich obserwatorów pracujących podczas wyborów w Kambodży. Następnie był wykładowcą prawa konstytucyjnego na swoje macierzystej uczelni, a potem przez pewien czas pracował w sektorze prywatnym. Bezpośrednio przed rozpoczęciem kariery politycznej przebywał w Genewie, gdzie pracował jako dyrektor ds. strategii Światowego Forum Ekonomicznego.

### Kariera polityczna
W 2001 uzyskał po raz pierwszy wybór do parlamentu federalnego jako kandydat Liberalnej Partii Australii w okręgu wyborczym Flinders. W latach 2004–2007 był sekretarzem parlamentarnym (posłem reprezentującym ministra w codziennych pracach parlamentu), najpierw pracując dla ministra środowiska i dziedzictwa, a potem dla ministra spraw zagranicznych. W 2007 wraz z całą swoją partią przeszedł do opozycji.
Po zwycięstwie Koalicji w wyborach w 2013 wszedł do gabinetu Tony’ego Abbotta jako minister środowiska. Zachował to stanowisko również w utworzonym we wrześniu 2015 gabinecie Malcolma Turnbulla.
Od marca 2020 roku do przejścia na polityczną emeryturę w maju 2022 roku nadzorował działania rządu australijskiego w walce z pandemią COVID-19.